# Castelmoron-d’Albret
Castelmoron-d’Albret – miejscowość i gmina we Francji, w regionie Nowa Akwitania, w departamencie Żyronda.
Według danych na rok 1990 gminę zamieszkiwały 64 osoby, a gęstość zaludnienia wynosiła 1600 osób/km² (wśród 2290 gmin Akwitanii Castelmoron-d’Albret plasuje się na 1110. miejscu pod względem liczby ludności, natomiast pod względem powierzchni jest to najmniejsza gmina we Francji).